# Джон Ніколас (футболіст)
Джон Ніколас (англ. John Nicholas,24 липня 1879, Аллахабад — 29 вересня 1929) — англійський футболіст, який грав на позиції нападника. На клубному рівні грав за клуб «Аптон Парк», який у 1900 році грав на Олімпійських іграх як збірна Великої Британії, та став переможцем ігор, а Джон Ніколас став одним із двох кращих бомбардирів олімпійського футбольного турніру.

## Біографія
Народився Джон Ніколас у Британській Індії. На клубному рівні грав у англійському аматорському клубі «Аптон Парк», який у 1900 році на Олімпійських іграх виступав як олімпійська збірна Великої Британії, та став переможцем ігор. У своєму єдиному матчі на цьому турнірі британська збірна перемогла олімпійську збірну Франції з рахунком 4-0, і в цьому матчі Ніколас відзначився 2 забитими м'ячами, що дозволило йому разом із Гастоном Пелтьє стати кращим бомбардиром олімпійського футбольного турніру.
Після завершення виступів на футбольних полях Джон Ніколас повернувся до Індії, де й помер у 1929 році.

## Досягнення
- Олімпійський чемпіон: 1900
- Найкращий бомбардир футбольного турніру олімпійських ігор: 1900 (2 голи, разом із Гастоном Пелтьє)